# José Alegre Vilas
José Alegre Vilas (Ballobar, 8 de noviembre de 1940-Monasterio de Poblet, Vimbodí; 26 de enero de 2024) fue un eclesiástico cisterciense español. Abad del Monasterio de Poblet (1998-2015).

## Biografía
Nació el 8 de noviembre de 1940, en la localidad española de Ballobar, Huesca.
Estudió Magisterio, de esta manera se convirtió en profesor. Cursó los estudios eclesiásticos en el Real Seminario de Zaragoza.
Su ordenación sacerdotal fue el 18 de marzo de 1970. Fue párroco de algunos pueblos, entre ellos Alcañiz.
En 1995, ingresó en el monasterio cisterciense de Santa María de Poblet. El 26 de enero de 1996, vistió el hábito de novicio, y realizando su primera profesión de votos religiosos el 25 de enero de 1997.
El 20 de abril de 1998 fue elegido abad por la comunidad de Poblet. Confirmado e instalado en el cargo aquel mismo día, recibió la bendición abacial el 27 de junio siguiente de manos del arzobispo de Tarragona, Lluís Martínez Sistach.
Cursó estudios de monástica en Roma. Tras realizar estudios en Instituto de Teología Fundamental de San Cugat del Vallés, obtuvo la licenciatura en Teología, con una tesina sobre Guillermo de Saint Thierry. También es autor de diversas obras de espiritualidad.
Como abad de Poblet fue el presidente nato de los monasterios de la Congregación Cisterciense de la Corona de Aragón, que son, además de Poblet, los cenobios femeninos de Santa María de Vallbona de las Monjas, Santa María de Valldonzella (Barcelona), y el masculino de Santa María de Solius.
El 3 de diciembre de 2015, después de presentar la renuncia preceptiva por motivos de edad, fue sucedido en el cargo de abad de Poblet por Octavi Vilá Mayo.
Dos días antes, recibió la unción y el viático de manos del cardenal-arzobispo Juan José Omella. El 26 de enero de 2024, falleció en el monasterio de Poblet, tras una corta enfermedad.